# Orthomecyna
Orthomecyna é um gênero de mariposa pertencente à família Crambidae.